# Episodi de Le avventure di Gene Autry (quarta stagione)
La quarta stagione della serie televisiva Le avventure di Gene Autry è andata in onda negli Stati Uniti dal 6 luglio 1954 al 2 ottobre 1954 sulla CBS.
| nº | Titolo originale        | Prima TV USA      | Titolo italiano | Prima TV Italia |
| -- | ----------------------- | ----------------- | --------------- | --------------- |
| 1  | Santa Fe Raiders        | 6 luglio 1954     |                 |                 |
| 2  | Johnny Jackeroo         | 13 luglio 1954    |                 |                 |
| 3  | Holdup                  | 20 luglio 1954    |                 |                 |
| 4  | Prize Winner            | 27 luglio 1954    |                 |                 |
| 5  | The Sharpshooter        | 3 agosto 1954     |                 |                 |
| 6  | Talking Guns            | 10 agosto 1954    |                 |                 |
| 7  | Hoodoo Canyon           | 17 agosto 1954    |                 |                 |
| 8  | The Carnival Comes West | 24 agosto 1954    |                 |                 |
| 9  | Battle Axe              | 31 agosto 1954    |                 |                 |
| 10 | Outlaw of Blue Mesa     | 7 settembre 1954  |                 |                 |
| 11 | Civil War at Deadwood   | 14 settembre 1954 |                 |                 |
| 12 | Boots and Ballots       | 25 settembre 1954 |                 |                 |
| 13 | Outlaw Warning          | 2 ottobre 1954    |                 |                 |

## Santa Fe Raiders
- Diretto da:
- Scritto da:

### Trama
- Interpreti: Gene Autry (Gene Autry), Gloria Saunders (Laura), Stanley Andrews (giudice Hiram Stone), Myron Healey (Handy - Henchman), Terry Frost (scagnozzo), Al Bridge (sceriffo), Gregg Barton (scagnozzo Hickey), Henry Rowland (Paul Nash), Kenne Duncan (direttore Lane), Tom London (John Morgan), Pat Buttram (Pat Buttram), Al Haskell (cittadino), Dickie Jones (Tim Morgan), Frankie Marvin (Shorty), Merrill McCormick (cittadino), Bob Woodward (Rocky)

## Johnny Jackeroo
- Diretto da:
- Scritto da:

### Trama
- Interpreti: Gene Autry (Gene Autry), Ann Doran (Zia Lynn), Harry Lauter (Ron Williams), William Fawcett (Steve Harper, Driver), Denver Pyle (sceriffo), B.G. Norman (Johnny), Henry Rowland (Stan), Gregg Barton (uomo on Stage / Haberdasher), Pat Buttram (Pat Buttram), Jimmy Noel (cittadino)

## Holdup
- Diretto da:
- Scritto da:

### Trama
- Interpreti: Gene Autry (Gene Autry), Rochelle Stanton (Gail Eastman), Arthur Space (Jim Eastman), William Fawcett (Pop Wallace), James Best (sportellista della banca), Rory Mallinson (scagnozzo Red Stearns), Gregg Barton (scagnozzo Cal), Forrest Taylor (Eli Clark), Boyd 'Red' Morgan (Cook wagon Driver), Pat Buttram (Pat Buttram), Frankie Marvin (scagnozzo basso), Bob Woodward (cittadino)

## Prize Winner
- Diretto da:
- Scritto da:

### Trama
- Interpreti: Gene Autry (Gene Autry), Sheila Ryan (Doll), Rick Vallin (Doc McCoy), Louise Lorimer (Agatha Baldwin), George Pembroke (Spencer Baldwin), Edgar Dearing (sceriffo Cody), Ferris Taylor (Mayor), Marshall Reed (Tom Jenkins), Pat Buttram (Pat Buttram), Frank Ellis (barista), Herman Hack (passeggero diligenza), Al Haskell (cittadino), Frankie Marvin (scagnozzo basso), Jimmy Noel (cittadino), Buddy Roosevelt (cittadino), Bob Woodward (Bob)

## The Sharpshooter
- Diretto da:
- Scritto da:

### Trama
- Interpreti: Gene Autry (Marshal Gene Autry), Margaret Field (Peggy Barker), Dickie Jones (Randy Barker), Stanley Andrews (giudice Alfred Stone), Denver Pyle (vice e scagnozzo), Henry Rowland (sceriffo Al Broderick), Tex Terry (vice e scagnozzo con la barba), Pat Buttram (Pat Buttram), Herman Hack (cittadino), Ray Jones (cittadino), Frankie Marvin (cittadino), Jack Tornek (cittadino)

## Talking Guns
- Diretto da:
- Scritto da:

### Trama
- Interpreti: Gene Autry (Gene Autry), Jim Bannon (Nate Tully), Emmett Lynn (Mr. Lester), Harry Lauter (Mack Healy), William Fawcett (Jim Dekker), I. Stanford Jolley (scagnozzo Jesse Whately), Pierce Lyden (scagnozzo Vince Keys), Dee Pollock (Ronnie Dekker), Pat Buttram (Pat Buttram)

## Hoodoo Canyon
- Diretto da:
- Scritto da:

### Trama
- Interpreti: Gene Autry (Gene Autry), Rochelle Stanton (Linda McKee), Arthur Space (Jason McKee), James Best (Ray Saunders), Forrest Taylor (Jim Saunders), Rory Mallinson (Slade), Gregg Barton (scagnozzo Burke), William Fawcett (Hank, conducente della diligenza), Pat Buttram (Pat Buttram)

## The Carnival Comes West
- Diretto da:
- Scritto da:

### Trama
- Interpreti: Gene Autry (Gene Autry), Ann Doran (Emma Connelly), Denver Pyle (Jim, lo sceriffo), Harry Lauter (scagnozzo in Plaid Shirt), Henry Rowland (Santley, capobanda), Clayton Moore (Tom Golden, Carnival Owner), Gregg Barton (scagnozzo Pete), William Fawcett (Slim, Carnival Worker), Pat Mitchell (Sonny), Pat Buttram (Pat), Jimmy Noel (Barker)

## Battle Axe
- Diretto da:
- Scritto da:

### Trama
- Interpreti: Gene Autry (Gene Autry), Mira McKinney (Belle Harte), Rick Vallin (Vasco, capobanda), Peter J. Votrian (Timmy), Terry Frost (Rolfe - scagnozzo), Francis McDonald (sceriffo Dan Carter), Gregg Barton (scagnozzo con la barba), Kenne Duncan (Jed Harris, Gold Shipment Guard), Wes Hudman (Trask - scagnozzo), Pat Buttram (Pat Buttram), Bert Dodson (cittadino), Fred S. Martin (cittadino), Frankie Marvin (Short cittadino), Bob McElroy (cittadino), Jerry Scoggins (cittadino), Jack Tornek (cittadino), Bob Woodward (conducente della diligenza / Telegraph Deliverer)

## Outlaw of Blue Mesa
- Diretto da:
- Scritto da:

### Trama
- Interpreti: Gene Autry (Gene Autry), Margaret Field (Sally Jackson), Dickie Jones (Tom Jackson), Denver Pyle (Edward Hadley), Claire Carleton (Marie Hadley), Henry Rowland (scagnozzo Neely), Hank Patterson (cocchiere Idaho), Tex Terry (Sage), Pat Buttram (Pat Buttram), Herman Hack (cittadino), Ray Jones (avventore Café), Jack Tornek (cittadino)

## Civil War at Deadwood
- Diretto da:
- Scritto da:

### Trama
- Interpreti: Gene Autry (Gene Autry), Gail Davis (Laurie Sampson), William Fawcett (Muskets Corby), Emmett Lynn (Hannibal Sampson), Jim Bannon (Ed Talbot), Stanley Andrews (sceriffo), Harry Lauter (scagnozzo in Plaid Shirt), I. Stanford Jolley (Joe), Pierce Lyden (sportellista della banca), Pat Buttram (Pat Buttram), Frankie Marvin (cittadino in Bank)

## Boots and Ballots
- Diretto da:
- Scritto da:

### Trama
- Interpreti: Gene Autry (sceriffo Gene Autry), Mira McKinney (Mary Saunders), Rick Vallin (Yancy), Kenne Duncan (Thatcher Bowden), Gregg Barton (scagnozzo con la barba), Terry Frost (scagnozzo Slater), Howard McNeeley (Eddie), The Cass County Boys (gruppo musicale al Mary's Election Rally), Pat Buttram (Pat Buttram), Bert Dodson (Bass Player), Fred S. Martin (fisarmonista), Frankie Marvin (cittadino basso al party), Bob McElroy (cittadino), Jimmy Noel (cittadino), Jerry Scoggins (suonatore di chitarra), Jack Tornek (cittadino), Bob Woodward (Al Walker)

## Outlaw Warning
- Diretto da:
- Scritto da:

### Trama
- Interpreti: Gene Autry (Gene Autry), Champion (Champion - Gene's Horse), Sheila Ryan (Mrs. Simmons), Myron Healey (Corey Fordham), Lee Van Cleef (scagnozzo Ray), Stanley Andrews (giudice Lockwood), Harry Harvey (vice sceriffo Peters), Mickey Little (Billy Simmons), Melinda Plowman (Betsy Simmons), Gregg Barton (scagnozzo grosso), Budd Buster (addetto al telegrafo), Pat Buttram (Pat Buttram), Herman Hack (Court Official), Al Haskell (uomo al processo), Francis McDonald (cittadino che trova i soldi di Pat), Jimmy Noel (cittadino Listing to Pat), Jack Tornek (spettatore della corte), Charles Williams (reporter Lewis), Bob Woodward (Sam)